# 런던 시청사

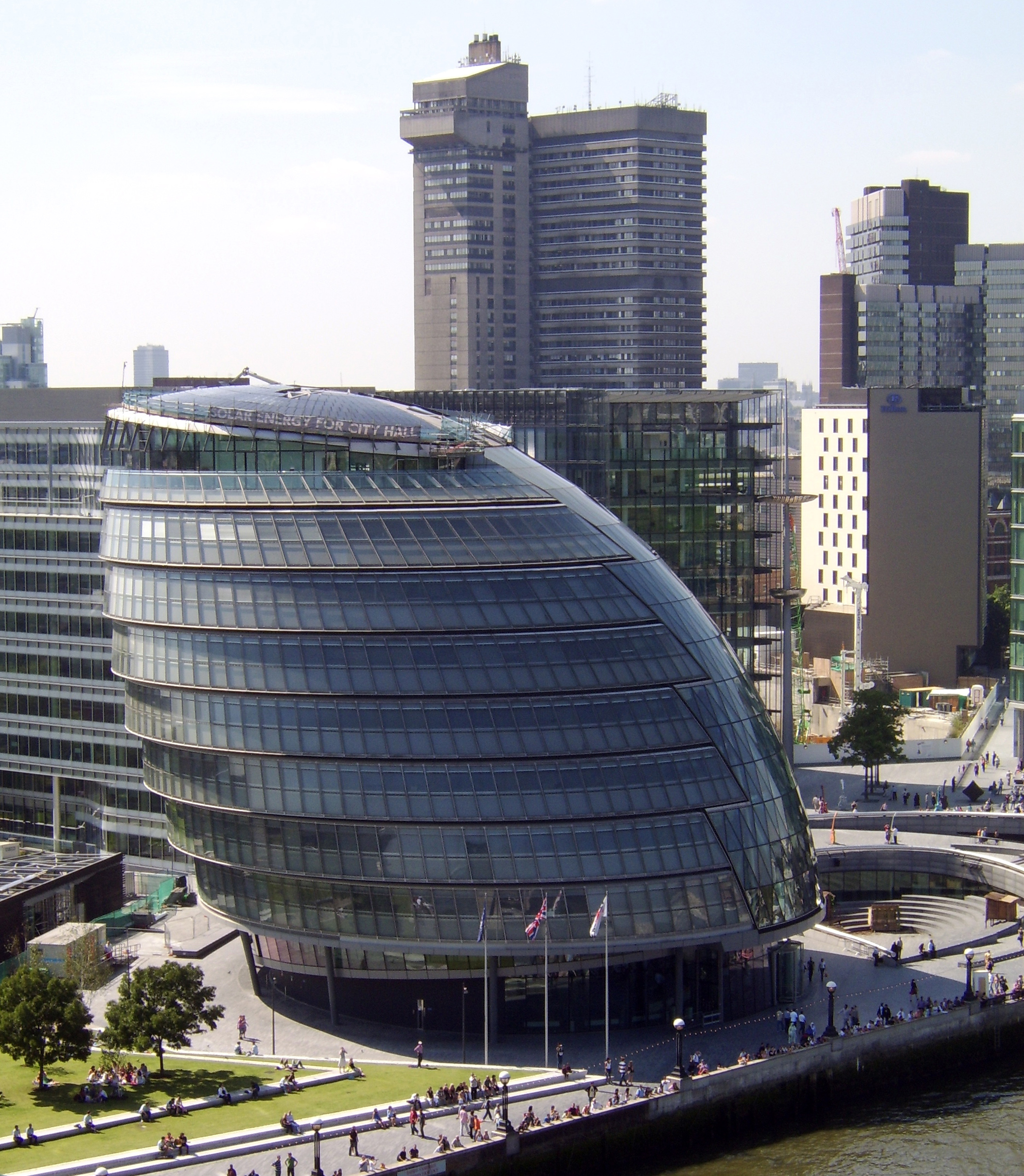
런던 시청사

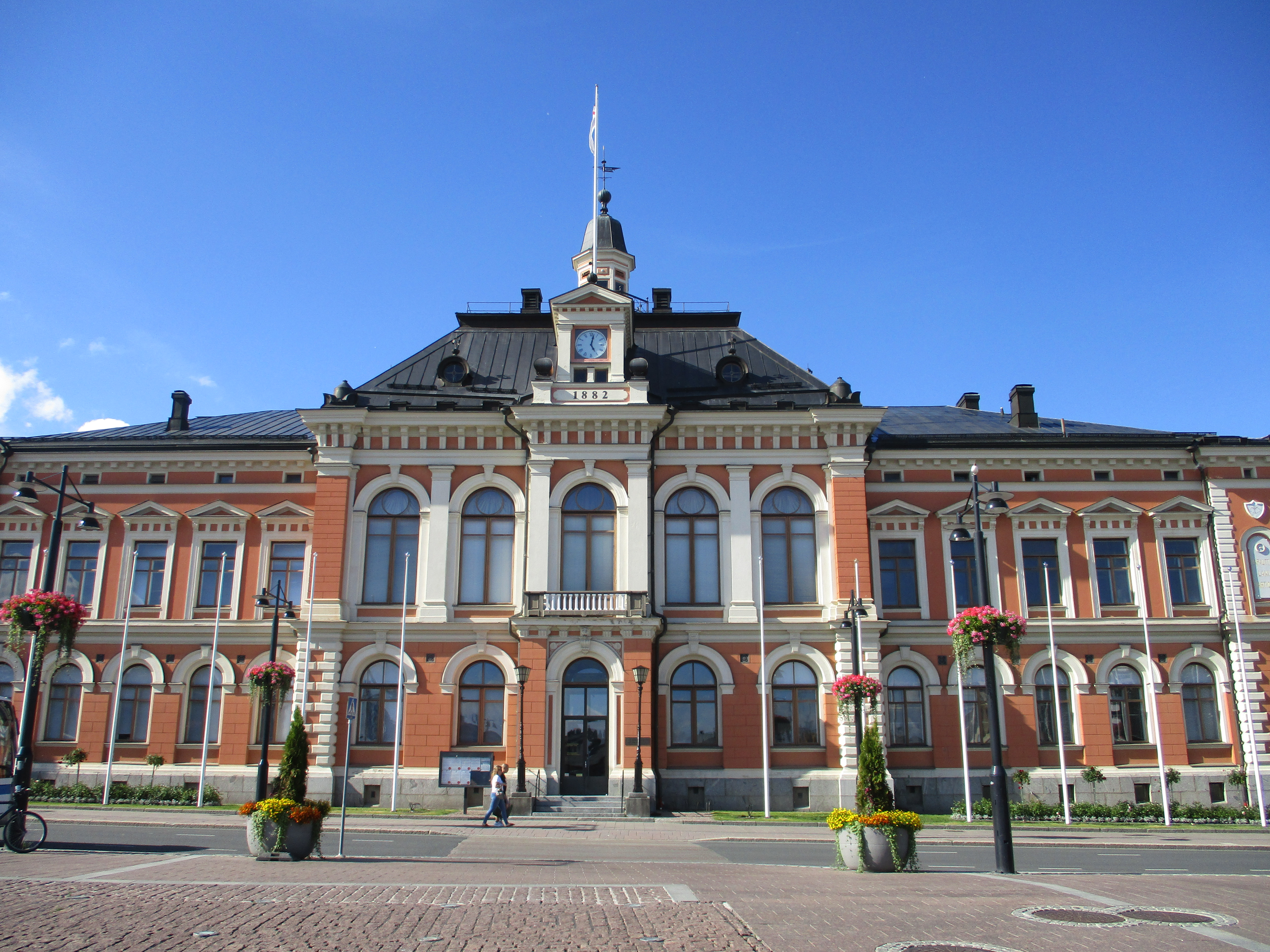
쿠오피오 시청

런던 시청사(영어: City Hall)는 런던 시장과 런던 의회로 구성된 그레이터런던 당국(GLA)의 본부이다. 청사는 타워 브리지 근처, 템즈강 남부의 서더크에 위치하고 있다. 설계자는 노먼 포스터로, GLA의 설립 2년 후 2002년 7월 개청했다.

## 같이 보기
- 런던 카운티 홀